# Cnemotrupes sallaei
Cnemotrupes sallaei är en skalbaggsart som beskrevs av Henri Jekel 1865. Cnemotrupes sallaei ingår i släktet Cnemotrupes och familjen tordyvlar. Inga underarter finns listade i Catalogue of Life.